# The Game Awards 2014
Les Games Awards 2014 sont l'édition des Game Awards qui se tient le 5 décembre 2014 et qui distingue des jeux vidéo sortis dans l'année 2014. La cérémonie est présentée par Geoff Keighley au Zappos Theater de Los Angeles. L’événement est retransmis en direct sur internet et attire plus de 1,9 million de viewers.

## Nominations
Le 20 novembre 2014 sont annoncées les nominations.

## Palmarès
Sauf indications contraires, toutes les informations proviennent du site officiel des Game Awards. Le jeu gagnant est indiqué en gras.
| Meilleur jeu | Développeur de l'année |
| --- | --- |
| - Dragon Age : Inquisition - BioWare - Bayonetta 2 - PlatinumGames - Dark Souls II - FromSoftware - Hearthstone - Blizzard Entertainment - La Terre du Milieu : L'Ombre du Mordor - Monolith Productions | - Nintendo - Monolith Productions - Blizzard Entertainment - Ubisoft Montréal - Telltate Games |
| Meilleure jeu indépendant | Meilleur jeu mobile/console portable |
| - Shovel Knight - Yacht Club Games - Broken Age – Double Fine Productions - Monument Valley – Ustwo - Transistor – Supergiant Games - The Vanishing of Ethan Carter – The Astronauts | - Hearthstone - Blizzard Entertainment - Monument Valley – Ustwo - Bravely Default - Silicon Studio et Square Enix - Super Smash Bros. for Nintendo 3DS - Sora Ltd - Threes! – Sirvo                                                                              |
| Meilleure narration | Meilleure musique/univers sonore |
| - Soldats inconnus : Mémoires de la Grande Guerre - Ubisoft Montpellier - South Park : Le Bâton de la vérité - Obsidian Entertainment - The Walking Dead: Saison 2 - Telltate Games - The Wolf Among Us - Telltate Games - Wolfenstein: The New Order - MachineGames                                                                        | - Destiny - Bungie Studios - Alien : Isolation - The Creative Assembly - Child of light - Ubisoft Montréal - Sunset Overdrive - Insomniac Games - Transistor – Supergiant Games                                                                                   |
| Meilleure performance d'acteur | Meilleur jeu à message positif (Games for Impact) |
| - South Park : Le Bâton de la vérité - Trey Parker pour plusieurs personnages - The Wolf Among Us - Adam Harrington pour Bigby Wolf - Call of Duty : Advanced Warfare - Kevin Spacey pour Jonathan Irons - The Walking Dead: Saison 2 - Melissa Hutchison pour Clementine - La Terre du Milieu : L'Ombre du Mordor - Troy Baker pour Talion | - Soldats inconnus : Mémoires de la Grande Guerre - Ubisoft Montpellier - Mountain - David OReilly - Never Alone – Upper One Games - The Last of Us: Left Behind - Naughty Dogs - This War of Mine - 11 bit studios                                               |
| Meilleur jeu de tir | Meilleur jeu d'action/aventure |
| - Far Cry 4 - Ubisoft Montréal - Call of Duty : Advanced Warfare - SledgeHammer Games - Destiny - Bungie Studios - Wolfenstein: The New Order - MachineGames - Titanfall - Respawn entertainment | - La Terre du Milieu : L'Ombre du Mordor - Monolith Productions - Alien : Isolation - The Creative Assembly - Sunset Overdrive - Insomniac Games - Bayonetta 2 - PlatinumGames - Assassin's Creed Unity - Ubisoft Montreal                                        |
| Meilleur RPG | Meilleur jeu de combat |
| - Dragon Age : Inquisition - BioWare - Dark Souls II - FromSoftware - South Park : Le Bâton de la vérité - Obsidian Entertainment - Divinity: Original Sin – Larian Studios - Bravely Default - Silicon Studio et Square Enix | - Super Smash Bros. for Wii U - Sora Ltd - Ultra Street Fighter IV – Capcom - Super Smash Bros. for Nintendo 3DS - Sora Ltd - Persona 4 Arena Ultimax – Arc System Works - Killer Instinct: Saison 2 – Double Helix Games                                         |
| Meilleur jeu pour la famille | Meilleur jeu de sport/course |
| - Mario Kart 8 - Nintendo - Disney Infinity : Marvel Super Heroes - Avalanche Software - Fantasia: Le pouvoir du son – Harmonix - Skylanders: Trap Team - Toys for Bob - Tomodachi Life – Nintendo | - Mario Kart 8 - Nintendo - FIFA 15 - EA Sports - NBA 2K15 - Visual Concepts et 2K Sports - Trials Fusion – RedLynx, Ubisoft Shanghai et Ubisoft Kiev - Forza Horizon 2 – Visual Concepts                                                                         |
| Meilleur expérience en ligne | Meilleur remaster |
| - Destiny - Bungie Studios - Call of Duty : Advanced Warfare - SledgeHammer Games - Dark Souls II - FromSoftware - Hearthstone - Blizzard Entertainment - Titanfall - Respawn entertainment | - Grand Theft Auto V – Rockstar North - Halo: The Master Chief Collection – 343 Industries - Pokémon Rubis Oméga et Saphir Alpha - Game Freak - The Last of Us Remastered – Naughty Dog - Tomb Raider: Definitive Edition – Nixxes Software et United Front Games |
| Jeu le plus attendu | Meilleur création de fan |
| - The Witcher 3 : Wild Hunt - CD Projekt Red - Batman : Arkham Night - Rocksteady Studios - Uncharted 4: A Thief's End – Naughty Dog - Evolve – Turtle Rock Studios - Bloodborne – FromSoftware | - Twitch Plays Pokémon - Luigi Death Stare - It's Dangerous to Go Alone - Minecraft - "Titan City" - Mine the Diamond (Minecraft Song) |
| Gamer de l'année | Meilleur joueur E-Sport |
| - TotalBiscuit - Vanossa - Jeff Gerstmann - PewDiePie - StampyLongHead | - Matt “NaDeSHoT” Haag - Christopher "GeT RiGhT" Alesund - Martin ‘Rekkles’ Larsson - James “Firebat” Kostesich - Xu “Fy” Linsen |
| Meilleure équipe E-sport | |
| - Ninjas in Pyjamas - Samsung White - Newbee - Evil Geniuses - Edward Gaming | |

### Nominations/Prix multiples
| Nombres de nominations | Nombres de prix | Jeux                                            |
| ---------------------- | --------------- | ----------------------------------------------- |
| 3                      | 2/3             | Destiny                                         |
| 3                      | 1/3             | Hearthstone                                     |
| 3                      | 1/3             | La Terre du Milieu : L'Ombre du Mordor          |
| 3                      | 1/3             | South Park : Le Bâton de la vérité              |
| 3                      | 0/3             | Call of Duty : Advanced Warfare                 |
| 3                      | 0/3             | Dark Souls II                                   |
| 2                      | 2/2             | Dragon Age : Inquisition                        |
| 2                      | 2/2             | Mario Kart 8                                    |
| 2                      | 2/2             | Soldats inconnus : Mémoires de la Grande Guerre |
| 2                      | 0/2             | Alien : Isolation                               |
| 2                      | 0/2             | Bayonetta 2                                     |
| 2                      | 0/2             | Bravely Default                                 |
| 2                      | 0/2             | Monument Valley                                 |
| 2                      | 0/2             | Sunset Overdrive                                |
| 2                      | 0/2             | Super Smash Bros. for Nintendo 3DS              |
| 2                      | 0/2             | The Walking Dead: Saison 2                      |
| 2                      | 0/2             | The Wolf Among Us                               |
| 2                      | 0/2             | Titanfall                                       |
| 2                      | 0/2             | Transistor                                      |
| 2                      | 0/2             | Wolfenstein: The New Order                      |